# Psammoecus felix
Psammoecus felix là một loài bọ cánh cứng trong họ Silvanidae. Loài này được Waterhouse miêu tả khoa học năm 1876.